# Jesús Perera
Jesús Perera (* 12. April 1980 in Olivenza bei Badajoz) ist ein ehemaliger spanischer Fußballspieler.

## Spielerkarriere
Aus der Jugend von RCD Mallorca stammend spielte er zunächst in der Reservemannschaft des Klubs in der Segunda División B. Nach 14 Toren in der Saison 2000/01 wurde er zunächst für zwei Jahre an Zweitligist Albacete Balompié ausgeliehen. Dort überzeugte er insbesondere in der Spielzeit 2002/03, als er 22 Treffer zum Aufstieg seines Teams besteuerte und sich selbst zum Torschützenkönig krönte. Im Sommer 2003 kehrte er nach Mallorca zurück, das in der Primera División spielte. Nach Anlaufschwierigkeiten erkämpfte er sich in der Schlussphase der Saison 2003/04 und sicherte seiner Mannschaft mit seinen Toren den Klassenverbleib. In der nachfolgenden Spielzeit wechselte er zwischen Startelf und Ersatzbank. Die zweite Saisonhälfte verpasste er hingegen komplett.
Im Jahr 2005 wurde Perera vom Erstliga-Aufsteiger Celta Vigo verpflichtet. Auch nach dem Abstieg 2007 hielt er dem Verein die Treue und war mit 14 Toren bester Celta-Torschütze 2007/2008. Aufgrund finanzieller Probleme bei Celta verließ er den Verein 2008 und unterschrieb einen Vertrag beim Zweitliga-Aufsteiger Rayo Vallecano. Dort konnte er sich nicht durchsetzen und wurde im Jahr 2009 für eine Spielzeit an Ligakonkurrent FC Elche ausgeliehen. Obwohl er in der Saison 2009/10 nur unregelmäßig eingesetzt wurde, konnte er die Verantwortlichen überzeugen und wurde im Sommer 2010 fest verpflichtet. Seine Situation besserte sich in der Spielzeit 2010/11 nur unwesentlich. Er saß häufig auf der Ersatzbank und kam im Saisonverlauf nur auf zwei Tore.
Im Sommer 2011 verließ Perera Elche und schloss sich Atlético Baleares in der Segunda División B an. Er wurde wieder zur Stammkraft und steuerte 23 Treffer dazu bei, dass sein Klub seine Staffel gewinnen konnte. In den Play-off-Spielen um den Aufstieg scheiterte er mit seiner Mannschaft jedoch. Anfang 2013 wechselte er zu Ligakonkurrent Gimnàstic de Tarragona. Dort spielte er bis zum Sommer 2014, als er bei Mérida AD anheuerte. Dort beendete er Anfang 2016 seine Laufbahn.